# パナエオルス・トロピカリス
パナエオルス・トロピカリス（学名Panaeolus tropicalis）は、ヒカゲタケ属に属す、菌類の一種。マジックマッシュルーム。熱帯から亜熱帯にかけて広く分布する。Copelandia tropicalisの異名もある。

## 説明
傘は、1.5 - 2(2.5)センチセンチメートルの大きさで、形は半球状の釣鐘状で凸型である。

## 生態や分布
本きのこは好糞性である。以下に確認されている。ハワイ、中央アフリカ、カンボジアによく発生する。インド、フィリピン、アメリカのカリフォルニア州、フロリダ州、メキシコ、タンザニア。
当初、日本で小笠原諸島にて発見され本種とされたが、後にガストン・グスマンの教示を受け、アイゾメヒカゲタケ Panaeolus cyanescensの変異型とされた。これについて小笠原諸島の植物標本の一覧においてはtropicalisの記載である。

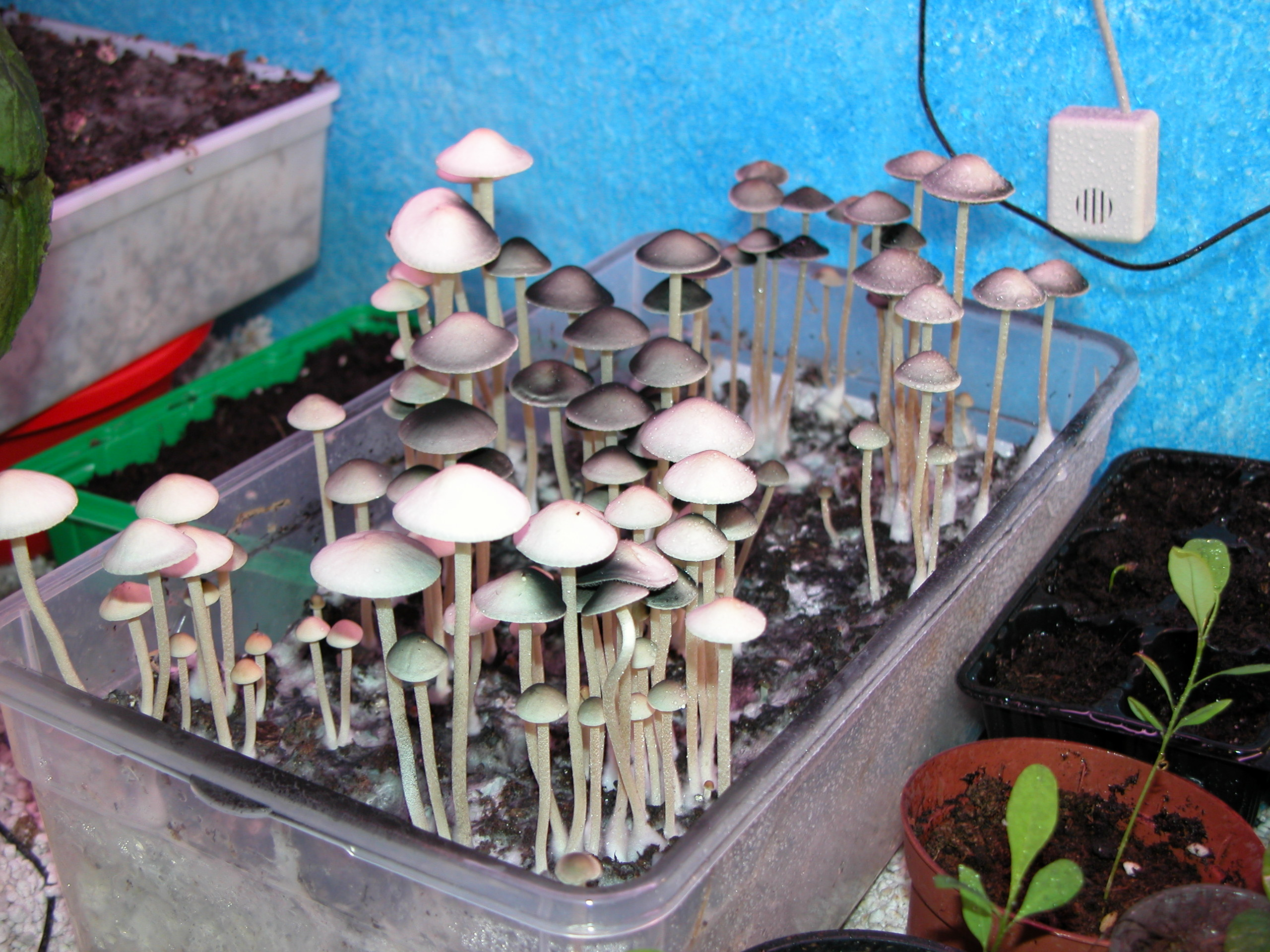
栽培。